# Filipstadite
La filipstadite (simbolo IMA: Fps) è un minerale molto raro del supergruppo dello spinello e in particolare degli ossispinelli, nella cui famiglia occupa un posto nel sottogruppo dell'ulvöspinello; appartiene alla classe dei minerali "ossidi e idrossidi" con la composizione chimica idealizzata (Fe3+0.5Sb5+0.5)Mn2+2O4. Da un punto di vista chimico, la filipstadite è quindi un ossido di ferro-antimonio-manganese, per il quale lo spazio strutturale del ferro o dell'antimonio è occupato da loro in proporzioni approssimativamente uguali.

## Etimologia e storia
Durante l'analisi dell'ingersonite, un nuovo minerale Ca-Mn proveniente dall'insediamento minerario di Långban all'interno del comune svedese di Filipstad, i primi descrittori Pete J. Dunn, Donald R. Peacor, Alan J. Criddle e Chris J. Stanley si imbatterono in un altro minerale opaco fino a quel momento sconosciuto. Sulla base dei dati della diffrazione dei raggi X e dell'analisi chimica, fu suggerito che il secondo minerale appena scoperto fosse correlato agli spinelli. Dunn, Peacor, Criddle e Stanley diedero al minerale il nome della capitale del comune, Filipstad, che si trova a circa 20 km a sud di Långban.
Nel 1987, il team di mineralogisti inviò i risultati dei saggi e il nome scelto all'Associazione Mineralogica Internazionale (numero di registrazione interna IMA: 1987-010), che riconobbe la filipstadite come specie minerale a sé stante. Dal 2021, l'abbreviazione (anche simbolo minerale) della filipstadite, che è stata riconosciuta anche dall'IMA/CNMNC, è "Fps".
Il campione tipo (olotipo) del minerale è esposto al Museo di Storia Naturale di Londra con il nº di catalogo 1986,410:E1177 e 1986,411:E1178 nonché presso il Museo Nazionale di Storia Naturale di Washington con il nº di catalogo 163012A.

## Classificazione
L'attuale classificazione dell'IMA colloca la filipstadite nel supergruppo dello spinello, dove forma il sottogruppo dell'ulvöspinello all'interno degli ossispinelli insieme ad ahrensite, brunogeierite, qandilite, ringwoodite e ulvöspinello.
Poiché la filipstadite è stata riconosciuta come minerale indipendente solo nel 1987, non è elencata nell'8ª edizione della sistematica minerale secondo Strunz, che è obsoleta dal 1977, ma ancora usata.
Nella Sistematica dei lapis (Lapis-Systematik) di Stefan Weiß, che è stato rivisto e aggiornato l'ultima volta nel 2018 secondo Stefan Weiß, e che si basa ancora sull'8ª edizione di Strunz, al minerale è stato assegnato il sistema e il minerale nº IV/B.05-070. In questa sistematica ciò corrisponde alla classe di "Ossidi e idrossidi" e alla sottoclasse "Ossidi con il rapporto di metallo : ossigeno = 3 : 4 (tipo di spinello M3O4 e composti relativi)", dove filipstadite insieme a harmunite, hausmannite, hetaerolite, idrohetaerolite, iwakiite, marokite, tegengrenite, wernerkrauseite e xieite forma il gruppo IV/B.05 senza nome.
La 9ª edizione della sistematica minerale di Strunz, aggiornata dall'IMA nel 2024, classifica anche la filipstadite nel dipartimento degli ossidi con un rapporto di quantità di materiale "metallo : ossigeno = 3 : 4 e comparabile". Tuttavia, questo è ulteriormente suddiviso in base alla dimensione relativa dei cationi coinvolti, in modo che il minerale possa essere trovato in base alla sua composizione nella suddivisione "Con solo cationi di medie dimensioni", dove si trova insieme a cromite, cocromite, coulsonite, cuprospinello, franklinite, gahnite, galaxite, Hercynite, jacobsite, magnesiocromite, magnesiocoulsonite, magnesioferrite, magnetite, manganocromite, nicromite, qandilite, spinello, trevorite, ulvöspinello, vuorelainenite e zincocromite, formando il «gruppo dello spinello» con il numero di sistema 4.BB.05.
Nella classificazione dei minerali Dana, utilizzata principalmente nel mondo anglosassone, la filipstadite ha il sistema e il numero minerale 07.02.13.01. Questo corrisponde anche alla classe degli "Ossidi e Idrossidi" e da lì alla sottoclasse degli "Ossidi Multipli", dove il minerale si trova insieme alla tegengrenite nel gruppo senza nome 07.02.13 all'interno della suddivisione "Ossidi multipli (A+B2+)2X4, Gruppo dello spinello".

## Abito cristallino
La filipstadite cristallizza nel sistema cristallino cubico nel gruppo spaziale Fd3m (gruppo spaziale nº 227) con la costante di reticolo a = 25.93 Å e 216 unità di formula per cella unitaria. La filipstadite finora è stata scoperta solo sotto forma di minuscoli cristalli ottaedrici fino a circa 200 μm di dimensione e come rivestimenti crostosi su jacobsite e hausmannite.

## Origine e giacitura
La filipstadite si è formata in giacimenti di ferro-manganese metamorfizzati. Nella sua località tipo Långban, oltre all'ingersonite, che è stata scoperta anche lì per la prima volta, sono stati trovati come ulteriori minerali compagni la calcite, la jacobsite e l'antimonio.
Finora, l'unico altro sito noto (a partire dal 2023) è la vicina miniera di Jakobsberg vicino a Nordmark, che appartiene anche al comune di Filipstad.

## Forma in cui si presenta in natura
Il minerale è opaco e mostra una lucentezza metallica sulle superfici dei cristalli neri e degli aggregati, che appaiono grigi anche al microscopio a luce riflessa. Il colore dello striscio, invece, è marrone.